# Shanjiang (köpinghuvudort i Kina, Hunan Sheng, lat 28,05, long 109,46)
Shanjiang (kinesiska: 山江, 山江镇) är en köpinghuvudort i Kina. Den ligger i provinsen Hunan, i den södra delen av landet, omkring 340 kilometer väster om provinshuvudstaden Changsha. Antalet invånare är 14 280. Befolkningen består av 6 664 kvinnor och 7 616 män. Barn under 15 år utgör 20,0 %, vuxna 15-64 år 69 %, och äldre över 65 år 10,0 %.
Runt Shanjiang är det ganska tätbefolkat, med 199 invånare per kvadratkilometer. Närmaste större samhälle är Fenghuang, 18,2 km sydost om Shanjiang. I omgivningarna runt Shanjiang växer huvudsakligen savannskog.
Genomsnittlig årsnederbörd är 1 796 millimeter. Den regnigaste månaden är maj, med i genomsnitt 290 mm nederbörd, och den torraste är januari, med 47 mm nederbörd.